# Korwety rakietowe typu Sa’ar 6
Korwety rakietowe typu Sa’ar 6 – seria czterech izraelskich korwet rakietowych budowanych w Niemczech przez stocznię German Naval Yards Kiel GmbH.
Koszt budowy jednego okrętu wynosi ok. 430 mln euro. Konstrukcję oparto na bazie projektu MEKO A-100 (wcześniej podawano, że jest to odmiana okrętu typu K130, co jednak nie okazało się prawdą). Jednostkę zbudowano w technologii stealth. Za wykrywanie celów odpowiedzialny jest radar AESA EL/M-2248 MF-STAR, z czterema nieruchomymi aktywnymi antenami ścianowymi AESA. Jak na tak mały okręt Sa’ar 6 jest potężnie uzbrojony. Posiada na wyposażeniu armatę Oto Melara 76 mm, dwa systemy artyleryjskie 25 mm Rafael Typhoon, 32 pionowe wyrzutnie dla rakiet średniego zasięgu Barak 8, system samoobrony C-Dome (20-komorowe wyrzutnie pionowe), 16 przeciwokrętowych rakiet Boeing RGM-84 Harpoon Block II lub planowanych do wprowadzenia do służby izraelskich rakiet IAI Gabriel V, dwie wyrzutnie torped 324 mm. Z pokładu będzie operował śmigłowiec Sikorsky SH-60 Seahawk.
Korwety rakietowe typu Sa’ar 6: „Magen” (czyli Tarcza), „Oz" (Męstwo), „Acma’ut” (Niepodległość) i „Nicachon” (Zwycięstwo).